# Enigma diademei de berile
Enigma diademei de berile (în engleză The Adventure of the Beryl Coronet) este una dintre cele 56 povestiri scurte cu Sherlock Holmes ale lui Sir Arthur Conan Doyle și a unsprezecea povestire din volumul Aventurile lui Sherlock Holmes.
Ea a fost publicată în revista Strand Magazine din mai 1892, cu ilustrații de Sidney Paget, apoi în volumul "Aventurile lui Sherlock Holmes" (în engleză The Adventures of Sherlock Holmes) editat la 14 octombrie 1892 de George Newnes Ltd din Anglia. 

## Rezumat

### Misterul inițial

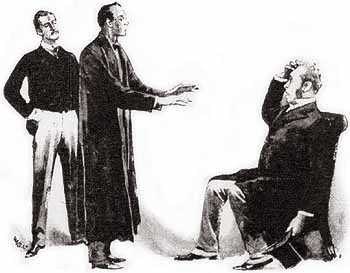
Alexander Holder, disperat, în faţa lui Holmes şi Watson. Ilustraţie de Sidney Paget.

O coroană a unui conte britanic

Acțiunea povestirii are loc într-o zi de februarie. Un bancher, dl. Alexander Holder din Streatham, acordă un împrumut de 50.000 £ unui client nobil foarte important (pe care bancherul îl descrie ca fiind "cel mai nobil om din țară") și primește ca garanție o diademă de berile, unul dintre cele mai valoroase bunuri publice ale Imperiului Britanic. Coroana era formată din mai multe ornamente de aur conținând în total 39 de berile. Pentru mai multă siguranță, el decide să nu lase prețioasa coroană în seiful din biroul său și să o ia la el acasă pentru a o avea tot timpul sub observație. Bancherul a încuiat cutia în sertarul din camera unde-și ținea hainele. În timpul nopții, el este trezit de un zgomot, intră în birou (camera alăturată dormitorului său) și îl surprinde pe fiul său, Arthur, cu coroana în mâini, încercând aparent să o îndoaie. Bancherul observă că din coroană lipsește o ornamentație de aur care conținea trei berile. Trezită de țipete, nepoata lui Holder, Mary, intră în camera unde bancherul striga la fiul său și, văzând coroana deteriorată, cade leșinată pe jos.
Bancherul cheamă poliția. Este percheziționat Arthur și camera sa, dar nu se găsește ornamentația lipsă. Arthur refuză să răspundă la întrebări și să spună ce făcea cu coroana în mână sau unde se află berilele lipsă. Într-un final, el este arestat. La sugestia unui inspector de poliție, Holder, cuprins de panică, apelează la Sherlock Holmes, care este de acord să preia cazul. Eșecul în rezolvarea cazului ar produce dezonoarea lui Alexander Holder și un scandal național.

### Rezolvare

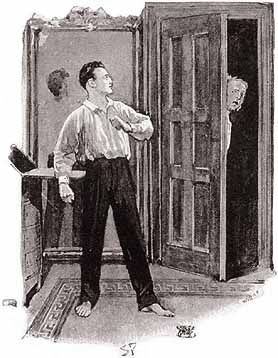
Arthur, surprins cu diadema în mână de către tatăl său.

Cazul împotriva lui Arthur pare destul de clar, dar Holmes nu este convins de vinovăția lui. El demontează ipoteza polițiștilor spunând că, în optica autorităților, băiatul ar fi intrat în cameră, ar fi deschis biroul și ar fi încercat să rupă coroana în interiorul casei, provocând zgomot, în loc să facă acest lucru în exterior. De asemenea, s-ar fi dus apoi într-un alt loc, a ascuns ornamentația cu cele trei berile undeva unde nimeni nu le-a găsit și s-a întors cu restul coroanei în cameră, riscând să fie descoperit. El presupune că băiatul mai degrabă încerca să îndrepte coroana decât să o rupă.
Detectivul face o probă încercând să rupă coroana, dar, deși este foarte puternic, nu reușește. El bănuiește că ruperea unei bucăți din diademă ar produce un zgomot ca un foc de pistol. Holmes studiază urmele aflate în zăpada din jurul casei și află astfel cum s-au desfășurat evenimentele din noaptea anterioară. El află astfel de întâlnirea unei servitoare pe nume Lucy Parr cu un zarzavagiu cu un picior de lemn, precum și de alte întâmplări.
A doua zi dimineață, după ce detectivul a făcut mai multe cercetări în timpul nopții, Holder vine la apartamentul de pe strada Baker unde Holmes îi expune faptele din noaptea jafului. Nepoata bancherului, Mary, fusese sedusă de un cartofor de viță nobilă pe nume Sir George Burnwell, un bărbat de o proastă reputație, prieten și cu Arthur. Cei doi se vedeau pe ascuns în fiecare seară. 

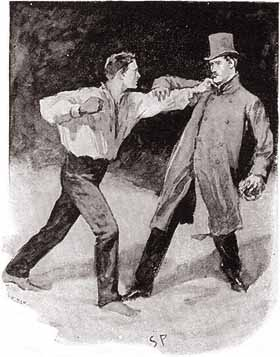
Lupta lui Arthur cu Sir George Burnwell pentru recuperarea diademei.

În noaptea jafului, Mary a vorbit la fereastră cu Burnwell, spunându-i despre coroniță. Nobilul ruinat a reușit să o convingă pe tânără să-i aducă diadema. Pe când aceasta cobora scările, a fost văzută de Arthur care a urmărit-o și a văzut-o cum îi dădea diadema lui Burnwell. După ce fata s-a întors în cameră, Arhur a coborât în fugă la parterul casei și a alergat după silueta întunecată care luase coronița. L-a ajuns din urmă pe Burnwell și între cei doi a avut loc o luptă, în timpul căreia amândoi au tras de un capăt al coroniței, care s-a rupt, iar Arthur a rămas cu diadema în mână, dar nu și-a dat seama că o bucată rămăsese la inamicul său. Ajuns cu diadema în cameră, el a văzut că bijuteria se strâmbase în timpul luptei și a încercat să o îndrepte. În acel moment, a apărut tatăl său și l-a surprins. Arthur nu a spus nimic, deoarece o iubea pe Mary și a încercat să o protejeze.
Holmes a observat urmele încăierării în zăpadă între un om cu cizme (Burnwell) și unul cu picioarele goale (Arthur). El a bănuit că omul cu cizme trebuia să fie un iubit al lui Mary, pentru că dacă ar fi fost altcineva, Arthur ar fi divulgat autorităților adevărul. Deoarece cercul de prieteni al familiei era destul de restrâns, detectivul a bănuit că iubitul lui Mary ar putea fi Sir George Burnwell, care avea o reputație proastă printre femei. Holmes s-a dus acasă la Burnwell și, după ce i-a povestit în detaliu ceea ce se întâmplase, a încercat să-l convingă să-i vândă cele trei berile, dându-i câte o mie de lire pentru fiecare dintre ele. Dar acesta vânduse anterior toate cele trei nestemate pentru 600 de lire, iar detectivul l-a convins să-i spună adresa cumpărătorului, promițându-i că nu va fi acuzat de furt. Holmes s-a dus apoi la cumpărător și a reușit să cumpere cele trei nestemate, plătind câte o mie de lire pentru fiecare dintre ele. 
Detectivul îi înmânează cele trei berile lui Alexander Holder. Bancherul îl anunță însă că nepoata sa îl părăsise în noaptea trecută, lăsându-i un bilet de adio. Holmes bănuiește că ea se află acolo unde este și Sir George Burnwell, iar cei doi vor primi în curând o pedeapsă mai mult decât suficientă.
Identitatea proprietarului coroanei și motivul pentru care a cerut împrumutul sunt lăsate inexplicabile.

## Personaje
- Sherlock Holmes
- doctorul Watson
- Alexander Holder - asociat principal la banca Holder & Stevenson, de pe strada Threadneedle
- Mary Holder - nepoata lui Alexander Holder
- Arthur Holder - fiul lui Alexander Holder
- Sir George Burnwell - nobil cartofor

## Adaptări teatrale și cinematografice
Această povestire a servit ca sursă de inspirație pentru al treisprezecelea film cu Sherlock Holmes (filmat în 1921) din seria de filme mute cu Eille Norwood.
Povestirea "Enigma diademei de berile" a fost adaptată în 1965 pentru un episod (episodul 8) al serialului TV Sherlock Holmes (realizat de BBC) cu actorii Douglas Wilmer și Nigel Stock. 
O nouă adaptare a fost realizată în 1968 pentru un episod (episodul 5) al serialului german de televiziune Sherlock Holmes (realizat de Westdeutscher Rundfunk Köln) cu actorii Erich Schellow (Sherlock Holmes) și Paul Edwin Roth (dr. Watson). 

## Traduceri în limba română
- Povestea diademei de berile - în volumul "Coama leului" (Ed. Tineretului, București, 1966) - traducere de Andrei Bantaș
- Enigma diademei de berile - în volumul "Enigma diademei de berile" (Casa Editorială Odeon, București, 1991) - traducere de Andrei Bantaș
- Aventura coroniței de beril - în volumul "Aventurile lui Sherlock Holmes. Vol I" (Colecția Adevărul, București, 2010) - traducere de Luiza Ciocșirescu
- Aventura coroniței de beril - în volumul "Aventurile lui Sherlock Holmes. Vol I" (Colecția Adevărul, București, 2011) - traducere de Luiza Ciocșirescu